# تودا ۶۰۴۹
سیارک ۶۰۴۹ (به انگلیسی: 6049 Toda، نامگذاری:1991VP) شش هزار و چهل و نهمین سیارک کشف شده‌است که در ۲ نوامبر ۱۹۹۱ کشف شد.
قدر مطلق سیارک برابر ۱۳٫۲۰ است.